# Toma de la Universidad Nacional Mayor de San Marcos de 2023
La toma de la Universidad Nacional Mayor de San Marcos (UNMSM) ocurrió la noche del 20 de enero de 2023 en el campus principal de la UNMSM en Lima, Perú, en el contexto de la manifestación denominada «Segunda marcha de los Cuatro Suyos» de las protestas de enero contra la presidenta Dina Boluarte.
Autoridades de la universidad denunciaron ante la policía que, aproximadamente a las 9:40 p. m., un grupo de estudiantes irrumpió en la Ciudad Universitaria, atacando al personal de seguridad y tomando las instalaciones del campus. Tras ello se produjo la detención de decenas de manifestantes que fueron liberados por falta de pruebas.

## Contexto
Desde finales de 2022, el Perú atravesaba un periodo de violencia, tras la detención del destituido expresidente Pedro Castillo por el fallido intento de autogolpe de Estado y la asunción de Dina Boluarte a la presidencia del Perú. Los manifestantes contrarios a la nueva presidenta informaron en diciembre de ese año que realizarían una nueva «marcha de los Cuatro Suyos» con referencia a la movilización que se dio en el año 2000 contra el ya debilitado gobierno de Alberto Fujimori. En la noche del 17 de enero, un grupo de estudiantes tomaron la puerta N.º 3 de la universidad.

## Desarrollo

### Toma del campus
De acuerdo a un comunicado del 21 de enero de la Oficina General de Imagen Institucional de la Universidad Nacional Mayor de San Marcos, durante la noche del 20 de enero de 2023, al promediar las 9:40 de la noche, un grupo de aproximadamente 300 manifestantes irrumpió en la puerta N.º 1 de la Ciudad Universitaria de la Universidad Nacional Mayor de San Marcos, atacó a los agentes de seguridad que resguardaban el campus y robaron sus equipos de seguridad y chalecos. Momentos después, se acercaron a la puerta N.º 6 y sustrajeron siete aparatos electrónicos de seguridad y siete chalecos de la oficina de seguridad y vigilancia que se encuentra en dicho acceso.
Los agentes se apersonaron a la comisaría de la Unidad Vecinal N.º 3 para interponer la denuncia.

### Intervención policial y desalojo
Aproximadamente a las 9:30 a. m. del 21 de enero, un escuadrón especial de la Policía Nacional del Perú ingresó a la Ciudad Universitaria con el fin de retomar el control del campus donde se encontraban manifestantes. El ingreso fue rápido y de improviso, rodeando por completo la universidad. Asimismo, un helicóptero y un dron sobrevoló la casa de estudios previo a la intervención. Además, un grupo de agentes motorizados arribó hasta el frontis del campus universitario para resguardar la seguridad en la zona. La decisión de la policía de entrar con un tanqueta se tomó para garantizar la seguridad de los policías e intervenidos, debido a que los manifestantes habían apagado las cámaras y se cubrían los rostros con pasamontañas.
Para las 10:30 p. m. del 22 de enero, todos los dirigentes se retiraron de las instalaciones. Además, que se eliminaron pancartas en la puerta de entrada.
El Ministerio Público concluyó en agosto de 2023 que no hubo un ingreso violento ni se mostró armas durante en la toma de la universidad. A pesar de las observaciones realizadas por la Defensoría de Pueblo.  Finalmente en 2024, el caso fue archivado y ninguno de los participantes fueron sentenciados.

## Cuestionamientos a la intervención policial
La Defensoría del Pueblo, mencionó que la intervención policial a la UNMSM no cumplió con las salvaguardas, que son las garantías que permiten evitar actos de tortura o de tratos crueles, inhumanos o degradantes.
Entre las principales irregularidades, se encuentran: 
- Los abogados de la Coordinadora Nacional de Derechos Humanos (CNDDHH) denunciaron que la policía impidió el ingreso de abogados defensores.[17]
- La UNMSM precisa que únicamente se solicitó la liberación de las puertas de acceso y que la intervención policial se ejecutó sin presencia de la Defensoría del Pueblo ni del Ministerio Público, y que la intervención policial representa abuso de autoridad e intervención arbitraria en contra de los alumnos.[16]
- La UNMSM rechaza la intervención de la Dirección Contra el Terrorismo (DIRCOTE) en las instalaciones de la vivienda universitaria y las consecuencias que ocasionó en la infraestructura y a los alumnos. [16]
- Se apreció un uso excesivo de la fuerza, ya que las personas alojadas fueron reducidas físicamente por los efectivos policiales; obligados a estar de rodillas o de cúbito ventral; se escucharon gritos y llamadas de atención, así como expresiones discriminatorias y racistas hacía las personas detenidas de procedencia campesina e indígena[16]
- Efectivos policiales ingresaron a la residencia de manera violenta, rompiendo las puertas de los dormitorios y servicios higiénicos para luego desalojar a sus residentes, siendo que algunos de ellos, debido a la hora de la intervención, se encontraban solo en toallas o en ropa interior.[14]
- En las dependencias policiales se denuncia que las personas intervenidas no tuvieron acceso inmediato a un abogado defensor, a las personas quechua hablantes se les restringió el acceso a traductores y/o intérpretes de lenguas indígena y no se les proporcionó alimentos, agua para beber ni productos de higiene personal.[14]
- Se constató que el operativo fue realizado sin la presencia de representantes del Ministerio Público, circunstancia conveniente en su condición de defensor de la legalidad y dada la magnitud del despliegue policial, ni tampoco de autoridades universitarias. Además, no se ejecutaron protocolos o prácticas para atender la situación de las personas vulnerables (mujeres embarazadas, una niña, personas con condiciones médicas preexistentes, personas adultas mayores, personas con discapacidad y personas pertenecientes a pueblos indígenas) que se encontraban al interior de dicho centro de estudios.[16]
- Se observó por medios de comunicación que algunos miembros de la Policía Nacional utilizaron sus redes sociales personales para difundir la intervención, aseverando que se encontraban deteniendo a terroristas.[18]
- No se ejecutaron mecanismos que facilitaran la comunicación entre los detenidos y sus familias o abogados tras su ingreso a las dependencias policiales, además de no contar con espacios adecuados para las entrevistas entre las y los abogados con sus patrocinados.[19]

El Instituto de Defensa Legal (IDL) menciona que existe causa probable de comisión de delitos de abuso de autoridad, retardo en el ejercicio de sus funciones, discriminación, lesiones en un contexto de graves violaciones a los derechos humanos. Además, que la detención se realizó sin observarse los procedimientos previamente establecidos y que la detención de las 193 personas en la UNMSM fue inconstitucional y representa un caso de uso abusivo de la fuerza policial.
En 2025, el Tribunal Constitucional declaró inconstitucional la intervención policial por vulnerar el derecho a la libertad personal y solicitó que se respetara el derecho a la protesta. Como resultado, el TC ordenó al Ministerio del Interior y a la policía que cesaran ese tipo de intervenciones.

## Reacciones
La facultad de Letras y Ciencias Humanas de la UNMSM manifestó su rechazo a la intervención policial e hizo un llamado al diálogo. 
El periodista César Hildebrandt comentó que la «derecha peruana celebró mucho cuando la Policía tumbó una puerta y entró a San Marcos a detener a hombres».
Sigrid Bazán, congresista de la república, condenó el desalojo de los manifestantes del campus universitario. «Dina Boluarte y la Policía rompen el diálogo con los estudiantes y los hermanos de provincia, alojados en San Marcos, al elegir la violencia como camino fácil. Rechazamos la represión y exigimos el respeto a los derechos humanos», escribió en su cuenta de Twitter.
Por su parte, José Elice, exministro del Interior durante el gobierno de Francisco Sagasti, recalcó en una entrevista que la policía podía ingresar a una universidad así tengan autonomía porque estamos en un Estado de Emergencia. «La Policía puede intervenir en cualquier entidad si es que se están produciendo hechos que contravienen el orden público», declaró al programa Buenos Días Perú.
El Ministerio del Interior también se manifestó, indicando que «la intervención que realizó en la Universidad Nacional Mayor de San Marcos se realizó en estricto cumplimiento de la ley y corresponde a lo actuado por una denuncia policial interpuesta la noche del 20 de enero».
De la misma manera, la propia universidad se pronunció con un comunicado que señala que «la Policía Nacional del Perú actuó de oficio para recuperación de las puertas de la Ciudad Universitaria que se encontraba tomada y violentada por los manifestantes».
La misión en el Perú de la Oficina del Alto Comisionado de las Naciones Unidas para los Derechos Humanos pidió, mediante un comunicado, «asegurar la legalidad y proporcionalidad de la intervención y garantías de debido proceso» tras la intervención de la PNP. Por su parte, la CIDH, Amnistía Internacional y Transparencia Internacional han pedido al gobierno peruano rendir cuentas por «incursión policial, desalojo y detenciones masivas».
En el ámbito internacional, el Consejo Latinoamericano de Ciencias Sociales (CLACSO) condenó la intervención policial. 